# アドレスバー
アドレスバー（英: address bar）は、GUIベースのウェブブラウザで使われるウィジェットのひとつで、現在（またはこれから）閲覧中のURL、ウェブページのアドレス、ローカルなファイルのパス名など、ブラウザが表示中（またはユーザーが表示させたい）ページのアドレスを表示する。ロケーションバー (location bar)、URLバー (URL bar) 、Google Chromeではオムニボックス(omnibox)とも。新たなページを見るには、アドレスバーにそのURLを入力し、Enterキーを押下すればよい。類似の機能は Windows Explorer 等のファイラー（広義のファイルマネージャ）にも見受けられる。
多くのブラウザでは、URLは自動補完できる。このとき類似のURLを閲覧履歴から探して表示する場合とショートカットキーでURL自動補完させる場合がある。

## 機能と特徴
- ブラウザによってはFavicon（ウェブサイトを表す小さなアイコン）を使っているウェブサイトでは、アドレスバーにもその小さなアイコンが表示される。
- ブラウザによっては、アドレスバーでそのウェブページのセキュリティ状態を示すことがある。色を変えたり、南京錠形のアイコンを表示し、暗号化されていることや信用度を表す。
- Safariでは（オプションでOperaでも）、アドレスバーがプログレスバーの役割も果たし、そのページのコンテンツをどれだけロードしたかを示す。
- フィード検出機能を持つ場合もある。通常、RSSアイコン "" で示す。
- Mozilla Firefox の拡張機能を使うと、ウィキなどの編集可能ページにユニバーサル・エディット・ボタン "" を表示できる。
- Opera はウィジェットエンジンとしても機能し、ウィジェットを公開しているページでは特別なアイコン "" を表示する。
- Google Chrome では、アドレスバー (Omnibox)は検索プラグインバーの機能も持っていて、入力中にインクリメンタルサーチ結果を表示したりできる。Firefox にもそのような機能を追加できるアドオンがある[1]。
- クイック検索が可能なブラウザもあり、検索語をアドレスの代わりに入力できる。さらにキーワード機能と呼ばれる機能で、特定のサイトに特定の単語で即座に飛べるものもある。例えば、"w" というキーワードをWikipediaの検索ボックスに関連付けておくと、"w cake" と入力すれば Wikipedia の "cake" という項目を即座に表示できる。

## 実装例
以下に、Mozilla Firefox のアドレスバー（スマートロケーションバー）を示す。

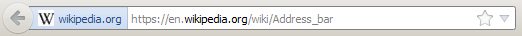
https版の英語版ウィキペディアを閲覧時のFirefoxのアドレスバー（2012年5月現在）。青色のところにドメイン名が表示されている

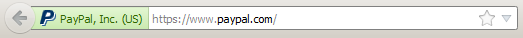
Extended Validation 証明書を使っている Paypalのサイトを閲覧時の Firefoxのアドレスバー。緑色のところに組織名が表示されている。